# Lerøy
Lerøy é uma empresa norueguesa de produção e distribuição de frutos do mar.
A companhia foi estabelecida em 1939 por Hallvard Lerøy e Elias Fjeldstad, com base no comércio de peixe que foi iniciado em 1899, em Bergen. A empresa começou a exportar salmão em 1973 e, a partir dos anos 1990, passou a dominar as exportações de salmão da Noruega. Desde então, a Lerøy se tornou uma das principais empresas de aquicultura do país, O grupo também distribui produtos de peixe processados no mercado norueguês sob a sua própria marca Lerøy.
O portifólio da empresa inclui a produção, distribuição e venda de salmão, truta, fiorde, bacalhau, escamudo, cavala, arenque, sushi, marisco entre outros.
Em 2011, a Lerøy foi nomeada a 12ª maior empresa exportadora da Noruega.
Além da Noruega, a companhia possui subsidiarias na Suécia, Dinamarca, Finlândia, Portugal, França, Espanha, Itália, China, Turquia, Japão e Estados Unidos.Em 2023 a empresa teve receita total de 30.869 bilhões de coroas norueguesas ou 2.8 bilhões de dólares e no total a companhia empregava cerca de 6.000 pessoas.
Sua sede fica na cidade de Bergen na Noruega.

## Marcas
- Aurora Salmon[3]
- Artic Supreme[3]
- Fossen Fjord Fish[3]
- Leroj Fjord Trout[3]
- Leroy Sushi[3]
- Leroy King Crab[3]